# Kámen, nůžky, papír

Obrázek znázorňující princip hry kámen, nůžky, papír (každý ze symbolů porazí jeden z dalších)

Kámen, nůžky, papír (běžně nazývaná též stříhání) je hra s nulovým součtem pro dvě nebo více osob. Tato hra se často hraje pro vybrání jedné z osob (podobně jako je u hry panna nebo orel), tedy jejich rozlosování. Kámen představuje sevřená pěst, papír natažená dlaň s prsty a nůžky rozevřený prostředník s ukazovákem.

## Průběh hry
Hráči stojí při hře proti sobě a synchronizovaně ukáží jeden ze tří možných symbolů. Synchronizace se provádí společným deklamováním zpravidla trojice („kámen, nůžky, papír“; „raz dva tři“), někdy čtveřice („kámen, nůžky, papír, teď“; „raz dva tři teď“) určitých slov (odpočítávání), za současného promachu ohnuté paže se sevřenou pěstí, přičemž na poslední dobu se pěst rozevře do některého ze symbolů (nůžky, papír) nebo zůstane sevřena jako symbol kamene. Pokud oba (všichni) hráči ukáží stejný symbol nebo se objeví zároveň všechny tři možné symboly, příslušné kolo hry nemá vítěze ani poraženého. Pokud se objeví pouze dva druhy symbolů, kámen je poražen papírem (kámen může být zabalen do papíru), papír je poražen nůžkami (nůžky papír rozstřihnou) a nůžky jsou poraženy symbolem kamene (kámen nůžky ztupí). Při více hráčích se obvykle hraje vypadávacím systémem: každý poražený vypadává ze hry a hraje se do té doby, dokud nezůstane ve hře jen poslední hráč. Je možné ji hrát i vícekolově (na počet dosažených vítězství).

## Původ hry
Hra pochází z východních zemí, kde se nazývá Džan-ken-pon (japonsky じゃんけんぽん). Původní hry, ze kterých se potom Džan-ken-pon vyvinulo, byly v Japonsku oblíbené v 18. století. Teprve ve druhé polovině 19. století byla vynalezena ta verze hry, která je dnes známá po celém světě. Původ jména je neznámý, předpokládá se však, že je to složenina názvů her, na kterých je založena, kde většina z nich znamenala v překladu pěst.[zdroj?]

## Modifikace
V různých oblastech má hra různé modifikace, typickým příkladem je, zda se symbol ukáže na třetí nebo na čtvrtou dobu (raz-dva-tři nebo raz-dva-tři-teď). V některých zemích se znázorňuje papír hřbetem ruky nahoru, jinde na svislo.

### Více symbolů
- V komediálním seriálu Teorie velkého třesku navrhl Sheldon (kterého hraje Jim Parsons) při neshodě u vybírání televizního programu pro rozřešení hru Kámen, nůžky, papír, tapír, Spock, modifikaci používající pět symbolů místo tří.[1] Autory nápadu této modifikace jsou Sam Kass a Karen Bryla.[2]
- Existují modifikace s 25 symboly[3][4] či dokonce se 101 symbolem.[5] Pro přidávání nových symbolů je vhodné, aby jejich počet byl lichý, tak, aby se (sudý) počet interakcí každého symbolu s ostatními mohl rozdělit na polovinu těch, ve kterých symbol prohrává a druhou polovinu, ve které vyhrává. Počet všech interakcí roste s druhou mocninou – je-li symbolů N, bude kombinací {\displaystyle k={\frac {N\cdot (N-1)}{2}}}.

### Kámen nůžky papír minus jedna
Tato variace je užita v seriálu Hra na oliheň z roku 2024. Vynucená účast ve hře byla trestem za pokus pronásledování a skončila smrtí jednoho ze dvou zúčastněných.
Při této variantě hráči používají obě ruce. Po zvolení symbolu současně jednu ruku odeberou a vítěz je deklarován na základě zbývajících symbolů. Vítězí kámen nad nůžkami, nůžky nad papírem, papír nad kamenem. Končí-li hra remízou, hráči hrají znovu, dokud jeden z nich nevyhraje.
Jestliže první hráč zvolí dvakrát stejný symbol, například nůžky, a druhý hráč například kámen a papír, druhý hráč vítězí, protože první hráč nemá čím druhého hráče vyřadit, zvolí-li nůžky.

## Využití
Stříhání je velmi častým způsobem losování mezi dvěma soupeři nebo pro výběr jednoho člověka ze skupiny lidí. V 90. letech 20. století vysílala Československá a Česká televize dětský soutěžní pořad Hip hap hop, v němž název pořadu sloužil zároveň místo počítání pro synchronizaci „stříhání“, které zde hrálo roli rozlosování před soutěžemi.
Hra „kámen nůžky papír“ je zakomponována i do řady složitějších her. Jedna z modifikací je tzv. na lišku – stříhá více lidí zároveň a jediný, který se liší (odtud liška), vypadává, zbytek hraje znovu, dokud nezbude poslední dvojice, která již hraje klasicky.
Hra „Evoluce“ je založená na tom, že větší skupina hráčů, jejíž členové na začátku hry mají všichni status nejnižší vývojové úrovně, se hromadně pouštějí do dvoustranných soubojů, přičemž vítěz souboje vždy získává o stupeň vyšší vývojový status a poražený klesne o stupeň níž, pokud není na základním stupni. Názvy a způsob předvádění jednotlivých vývojových stupňů se v různých provedeních hry liší.

## Abstrakce principu hry
Princip hry „kámen nůžky papír“ je používán jako názorné vysvětlení v biologii, například u samců gekonů byly popsány tři strategie při získávání samiček (přístup k samičkám, bojovnost vůči jiným samcům, teritoriální chování), přičemž každá z těchto strategií nad jednou ze zbývajících vítězí a druhé podléhá. Obdobný princip byl popsán i u leguána pestrého (Sauromalus varius), kde oranžoví samci jsou velcí a agresivní a mají rozsáhlé teritorium, samci s modrým krkem mají menší, ale pečlivě hlídané teritorium a samci se žlutým krkem nemají žádné teritorium, ale páří se pokoutně. Zde strategie oranžových vítězí nad modrými, strategie modrých nad žlutými a strategie žlutých nad oranžovými.
Obdobně i v ekonomické teorii je princip hry používán k vysvětlení, že objektivně optimální obchodní strategie neexistuje, ale je třeba reagovat na strategii soupeřů.

## Kámen, nůžky, papír, tapír, Spock

Diagram symbolů, po směru hodinových ručiček od shora: nůžky, papír, kámen, tapír, Spock

Je pětisymbolová verze klasické hry kámen, nůžky, papír. Hraje se na stejném principu, ale přidává do hry dva nové symboly: ještěra (vytvořeného spojením všech prstů) a Spocka (symbolizovaný vulkánským pozdravem ze Star Treku). Hru vymysleli Sam Kass a Karen Bryla. Zpopularizována byla v roce 2008, kdy se objevila v díle Rozšíření o tapír-Spock ve druhé sérii seriálu Teorie velkého třesku (v českém dabingu byla hra pojmenována kámen-nůžky-papír-tapír-Spock, ačkoliv lizard znamená v překladu ještěr a nikoliv tapír a ačkoli tapíři na rozdíl od některých ještěrů nejsou jedovatí a nemohou tedy „otrávit Spocka“). V této epizodě ji Sheldon představil svým přátelům při losování o výběr televizního programu s tím, že obyčejně kámen, nůžky, papír až v 80 % případů dopadají remízou. Nicméně on i jeho přátelé, jakožto velcí fanoušci seriálu Star Trek, vždy při hře použili symbol Spocka.

### Pravidla
Odlišnost od hry kámen, nůžky, papír, je pouze v účinnosti jednotlivých symbolů:
- Nůžky stříhají papír
- Papír balí kámen
- Kámen rozdrtí tapíra
- Tapír otráví Spocka
- Spock zničí nůžky
- Nůžky utnou hlavu tapírovi
- Tapír sní papír
- Papír usvědčí Spocka
- Spock vypaří kámen
- Kámen tupí nůžky

Každý symbol tedy dva jiné poráží a se dvěma prohrává.